# Dieter Schneider (Polizist)
Dieter Schneider (* 28. März 1954 in Tübingen) ist ein ehemaliger deutscher Polizist. Bis 2015 war er Präsident des Landeskriminalamtes Baden-Württemberg.

## Leben
Dieter Schneider wuchs in Mössingen auf. Nach seinem Abitur und dem Wehrdienst bei den Fallschirmjägern in Calw begann er 1975 als Kriminalanwärter bei der Kriminalpolizei in Waldshut. Im Jahr 1979 folgte die Ausbildung im gehobenen Polizeidienst. 1982 übernahm Schneider bei der Waldshuter Kriminalpolizei das Dezernat Kapitaldelikte. Von 1985 bis 1986 lehrte er an der Polizeiführungsakademie in Münster. Anschließend wurde er in verschiedenen Verwendungen beim Landeskriminalamt Baden-Württemberg eingesetzt. Hier war er Leiter der Stabsstelle oder auch Inspektionsleiter der Abteilung Staatsschutz, bevor er 1995 ins Innenministerium des Landes Baden-Württemberg versetzt wurde. Im Landespolizeipräsidium war er zuständig für die Bekämpfung der Organisierten Kriminalität und für besondere Kriminalitätsformen.
Die Ernennung zum Landeskriminaldirektor erfolgte 1999. Von 2004 bis zum Jahr 2011 war er als Inspekteur der Landespolizei auch deren ranghöchster Polizeibeamter. Von 2011 bis 2015 war er Präsident des Landeskriminalamtes.
Dieter Schneider ist in verschiedenen Gremien tätig. Er ist im Kuratorium der Hochschule der Polizei in Baden-Württemberg und Mitglied im Kuratorium der Deutschen Hochschule für die Polizei. Er ist im Vorstand der Mitteleuropäischen Polizeiakademie und Träger des französischen Verdienstordens Chevalier de l’Ordre national du Mérite.
Schneider ist verheiratet und hat drei Kinder. Er ist Laufsportler und war 2008 Mitgründer der Leichtathletikgemeinschaft (LG) Steinlach. Mit der LG Steinlach organisiert er den jährlichen Mössinger Stadtlauf.